# Palen'ga
Palen'ga (in russo Паленьга?) è una città situata nell'Oblast' di Arcangelo, nella Russia nordoccidentale. La città fa parte dell'insediamento rurale Municipal'noe obrazovanie Belogorskoe, che si trova nel distretto Cholmogorskij rajon.